# ان‌جی‌سی ۵۴۷۴
ان‌جی‌سی ۵۴۷۴ (انگلیسی: NGC 5474) یک کهکشان کوتوله در صورت فلکی دب اکبر است. این کهکشان یکی از چندین کهکشان همراه کهکشان چرخ‌دار (M101)، یک کهکشان مارپیچی با ساختار بزرگ است.